# Avedis Boghos Derounian

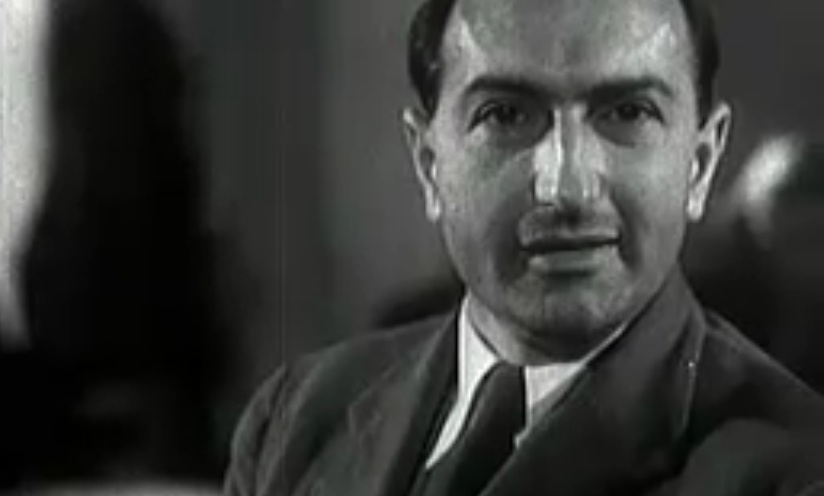
Arthur Derounian 1949

Avedis Boghos Derounian, auch Arthur Derounian (* 9. April 1909 in Alexandroupoli; † 23. April 1991 in New York), war ein US-amerikanischer Publizist armenischer Herkunft. Eines seiner Pseudonyme ist John Roy Carlson. Unter diesem Namen veröffentlichte er unter anderem den Bestseller Under Cover (1943).

## Veröffentlichungen
- Under Cover. E. P. Dutton,, New York 1943 (englisch).
- The Plotters. E. P. Dutton,, New York 1946 (englisch).
- Cairo to Damascus. Alfred Knopf,, New York 1951 (englisch)., Neu-Aufl. 2007 & 2008 ISBN 1443728780
  - in Deutsch (als Carlson): Araber rings um Israel. Verlag der Frankfurter Hefte 1953.

## Nachweise
1. ↑  Arthur Derounian, 82, an Author Of Books on Fascists and Bigots. In The New York Times v. 25. April 1991 (Late Edition).
2. ↑  Robert H. Hewsen: Armenian Names in America. In: American Speech 38:3 (Oktober 1963), S. 214–219; Sunand Tryambak Joshi: Documents of American Prejudice. An Anthology of Writings on Race from Thomas Jefferson to David Duke. New York 1998, S. 406.
3. ↑  Ruth Sarles, Bill Kauffman: A Story of America First. The Men and Women who Opposed US intervention in World War II. Westpoint CT 2003, S. xvii.

| Personendaten    | Personendaten                        |
| ---------------- | ------------------------------------ |
| NAME             | Derounian, Avedis Boghos             |
| ALTERNATIVNAMEN  | Derounian, Arthur; Carlson, John Roy |
| KURZBESCHREIBUNG | US-amerikanischer Publizist          |
| GEBURTSDATUM     | 9. April 1909                        |
| GEBURTSORT       | Alexandroupoli                       |
| STERBEDATUM      | 23. April 1991                       |
| STERBEORT        | New York                             |